# 大眼海蟾魚
大眼海蟾魚（学名：Thalassophryne megalops），為輻鰭魚綱蟾魚目蟾魚科的其中一種，分布於中西大西洋區的巴拿馬及哥倫比亞海域，棲息深度77-183公尺，體長可達20公分，為底棲性魚類，棲息在沙底質的珊瑚礁區，有毒性。

## 外部連結
- 大眼海蟾魚的圖片（页面存档备份，存于）
- 大眼海蟾魚的圖片（页面存档备份，存于）